# Grauwert
Der Grauwert bezeichnet in der Typografie wie in der Bildverarbeitung die scheinbare Helligkeit eines Textes bzw. eines Bildes oder eines einzelnen Bildpunktes. Er gibt also an, wie hell oder dunkel das betreffende Objekt für das menschliche Auge erscheint.

## In der Typografie
In der Typografie wird der Grauwert vor allem durch Strichstärke, Laufweite, Wortabstand, Zeilenlänge und den Zeilenabstand bzw. Zeilendurchschuss bestimmt. Ideal ist es, wenn alle diese Merkmale so aufeinander abgestimmt sind, dass der Text optimal lesbar ist.
Der Grauwert kann dann z. B. zum Vergleich mit einem Schwellenwert bei einem Schwellenwertverfahren verwendet werden.

## In der Bildverarbeitung
In der Bildverarbeitung stellt der Grauwert den Helligkeits- oder Intensitätswert eines einzelnen Bildpunktes dar. Im Fall eines RGB-Farbwertes kann mit der Formel
Grauwert = 0,299 × Rotanteil + 0,587 × Grünanteil + 0,114 × Blauanteil
der Grauwert errechnet werden. Das Ergebnis ist ein Wert, der unabhängig von den Farben die Helligkeit des Bildpunktes wiedergibt. Die prozentuale Verteilung der Gewichtung der 3 Farben hängt mit der entsprechenden Farbempfindlichkeit der Augen zusammen. In der Bildverarbeitungspraxis wird diese Verteilung jedoch manchmal außer Acht gelassen und alle drei Farbkanäle werden gleich gewichtet.
In der Fernsehtechnik wird das Grauwertsignal (Luminanzsignal) noch heute im FBAS-Signal benutzt, um zum alten BAS-Signal (schwarz-weiß) kompatibel zu sein.

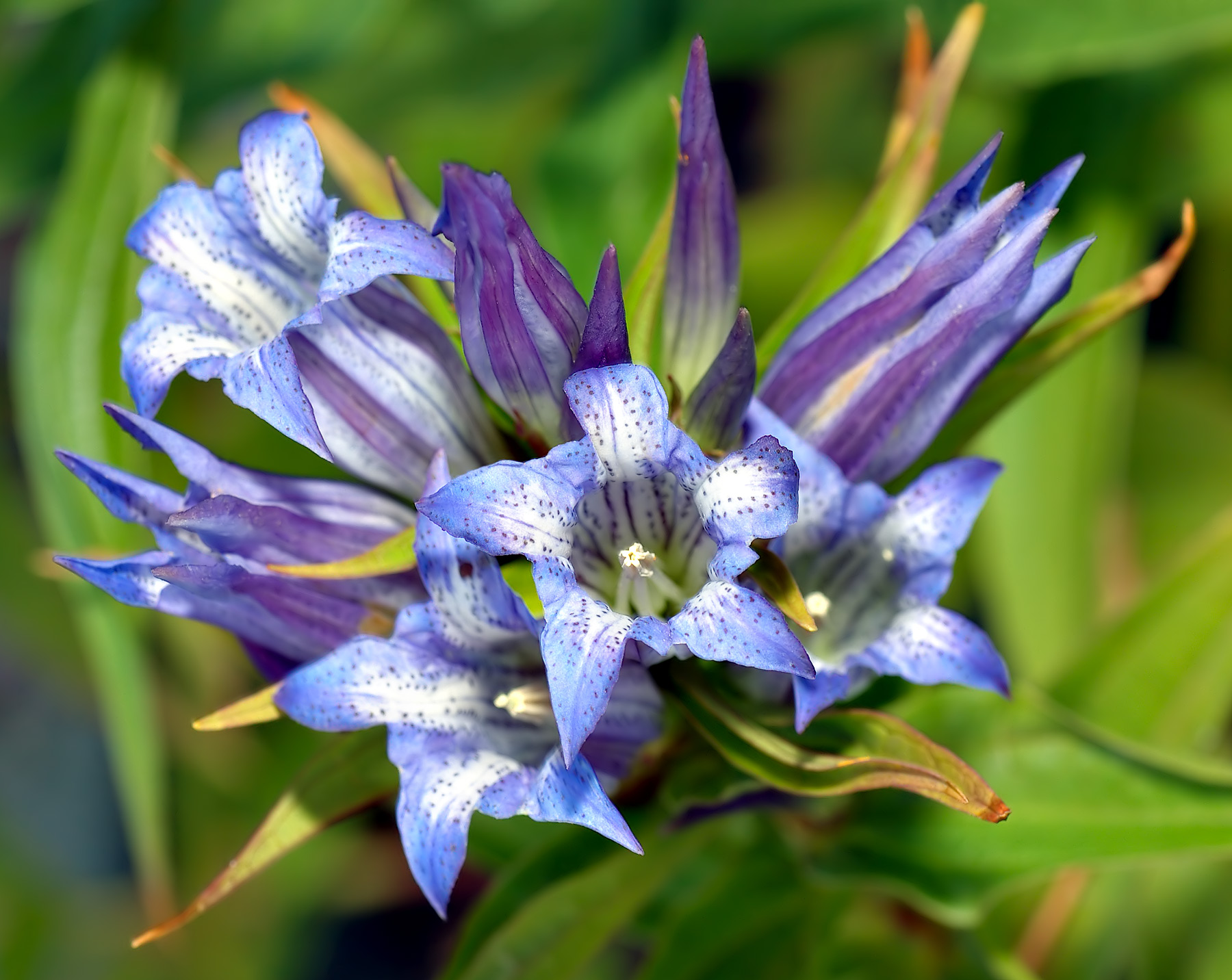
Originalbild
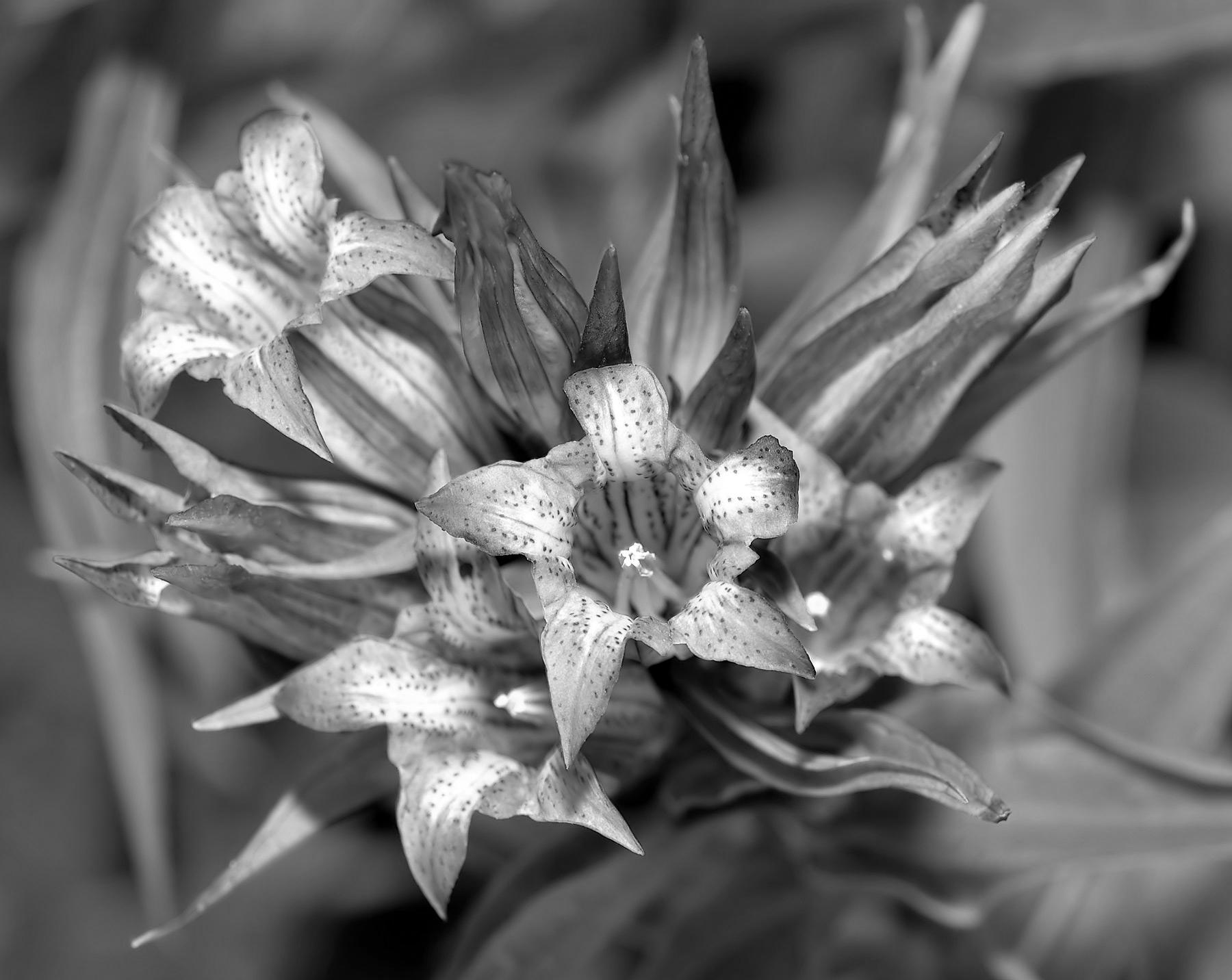
Graufarbenbild mit Kanalgewichtung
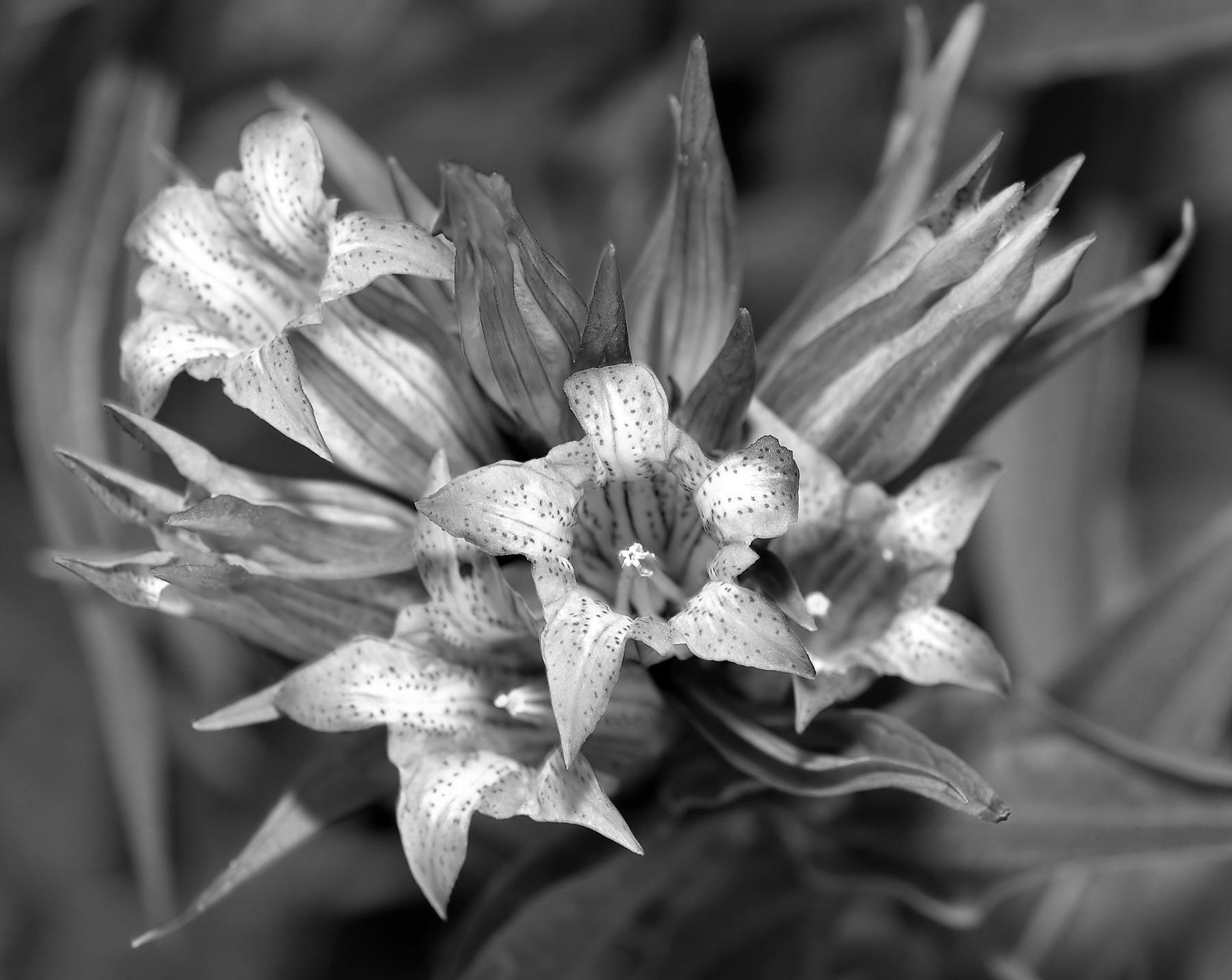
Graufarbenbild ohne Kanalgewichtung